# 한신 고베 고속선
한신 고베 고속선(일본어: 阪神神戸高速線)은 한신 전기철도의 철도 노선이다.
일본 효고현 고베시 나가타구에 위치한 니시다이역과 효고 현 고베 시 주오구에 위치한 모토마치역을 잇는 구간으로 구성된다.

## 개요
고베 시내에서 한큐 전철, 한신 전기 철도, 산요 전기 철도의 각 터미널을 Y자로 연결시켜주며, 하나쿠마 - 산노미야 구간의 약 600m（대부분이 고가선이며 건널목은 없음）을 제외하고 전부 지하로 되어 있다. 한신·아와지 대지진 피해를 입어 니시다이 - 고속 나가타 구간의 일부도 지중화하였다.
고베 고속 철도는 제 3종 철도 사업자로써 도자이 선을 보유하고, 한큐・한신・산요는 제 2종 철도 사업자로써 열차를 운행하고 있지만, 4개 사의 면허 구간이 복잡해 철도 사업법 시행 이전에는 고베 고속 철도가 차량과 승무원을 빌려 자사 노선으로 운영해왔었으므로, 현재에도 개찰・운임 수수・보선 등의 업무는 고베 고속 철도에 위탁（역위탁)하고 있다.
제 2종 철도 사업자인 한큐・한신・산요의 각 사업자에 있어서 노선 명칭은 도자이 선이 아닌 고베 고속선으로 칭한다.

## 운행 형태

### 보통 (산요 보통)
시간당 각 구간별의 종별 운행 횟수는 아래와 같다.
| 종별＼역명 | 종별＼역명 | 직통 목적지  | 니시다이            | …                   | 신카이치            | 신카이치            | 고속 고베           | 고속 고베           | …                   | 모토마치            | 직통 목적지      | 운행 횟수 |
| ---------- | ---------- | ------------ | ------------------- | ------------------- | ------------------- | ------------------- | ------------------- | ------------------- | ------------------- | ------------------- | ---------------- | --------- |
| 운행 범위  | 직통특급   | 산요히메지   | (선내도 통과 운전)  | (선내도 통과 운전)  | (선내도 통과 운전)  | (선내도 통과 운전)  | (선내도 통과 운전)  | (선내도 통과 운전)  | (선내도 통과 운전)  | (선내도 통과 운전)  | 한신우메다       | 2회       |
| 운행 범위  | 직통특급   | 산요히메지   | (선내는 각 역 정차0 | (선내는 각 역 정차0 | (선내는 각 역 정차0 | (선내는 각 역 정차0 | (선내는 각 역 정차0 | (선내는 각 역 정차0 | (선내는 각 역 정차0 | (선내는 각 역 정차0 | 한신우메다       | 2회       |
| 운행 범위  | 한신 특급  | 스마우라코엔 |                     |                     |                     |                     |                     |                     |                     |                     | 한신우메다       | 2회       |
| 운행 범위  | 한신 보통  |              |                     |                     |                     |                     |                     |                     |                     |                     | 한신우메다       | 6회       |
| 운행 범위  | 한큐 특급  |              |                     |                     |                     |                     |                     |                     |                     |                     | 한큐우메다       | 6회       |
| 운행 범위  | 산요 보통  | 산요히메지   |                     |                     |                     |                     |                     |                     |                     |                     | 한큐고베산노미야 | 2회       |

## 역사
- 1968년 4월 7일: 개통함.
- 1995년 1월 17일: 한신·아와지 대지진으로 전 구간 운행을 중지함.
  - 2월 1일: 모토마치 - 고속 고베 구간의 운행을 복귀함.
  - 2월 6일: 하나쿠마 - 신카이치 구간의 운행을 복귀함.
  - 6월 1일: 산노미야 - 하나쿠마 구간의 운행을 복귀함.
  - 6월 18일: 고속 나가타 - 니시다이 구간이 지중화됨, 운행을 복귀함.
  - 8월 13일: 신카이치 - 고속 나가타 구간의 운행을 복귀함.
- 1996년 1월 17일: 다이카이 역이 영업을 복귀함.

## 역 목록
전 구간이 효고현 고베시에 있다.
| 역 번호     | 역 이름      | 일본어 이름 | 영업 거리 (km) | 접속 노선 | 소재지   |
| ----------- | ------------ | ----------- | -------------- | --- | -------- |
| HS 39 SY 01 | 니시다이     | 西代        | 0.0            | 산요 전기철도 본선 (직결 운행)                                                                                    | 나가타구 |
| HS 38       | 고속 나가타  | 高速長田    | 0.9            | 고베 시영 지하철 세이신·야마테 선 (나가타 역)                                                                     | 나가타구 |
| HS 37       | 다이카이     | 大開        | 1.9            | | 효고구   |
| HS 36       | 신카이치     | 新開地      | 2.9            | 고베 전철 고베 고속선                                                                                             | 효고구   |
| HS 35       | 고속 고베    | 高速神戸    | 3.5            | 한큐 고베 고속선 도카이도 본선, 산요 본선(JR 고베 선, 고베역) 고베 시영 지하철 가이간 선(하버랜드 역)             | 주오구   |
| HS 34       | 니시모토마치 | 西元町      | 4.2            | | 주오구   |
| HS 33       | 모토마치     | 元町        | 5.0            | 한신 전기 철도 본선(직결 운행) 도카이도 본선(JR 고베 선) 고베 시 교통국 지하철 가이간 선(구거류지·다이마루 앞 역) | 주오구   |